# Фонтане (Кунео)
Фонтане је насеље у Италији у округу Кунео, региону Пијемонт.
Према процени из 2011. у насељу је живело 75 становника. Насеље се налази на надморској висини од 952 м.